# Objawienia św. Brygidy (manuskrypt Biblioteki Narodowej)
Objawienia św. Brygidy (łac. Revelationes) – średniowieczny manuskrypt, zawierający m.in. Objawienia św. Brygidy, przechowywany w Bibliotece Narodowej w Warszawie.

## Historia
Manuskrypt Biblioteki Narodowej jest jednym z najdawniejszych zachowanych odpisów pierwotnej wersji Revelationes, spisanej między rokiem 1373 a 1377 przez Alphonsusa de Vadaterra. Rękopis powstał we Włoszech w latach 1375–1377, być może w Neapolu. Pierwszym jego właścicielem był Mateusz z Krakowa, który w 1378 lub 1379 otrzymał go lub nabył w Rzymie. Po dołączeniu do rękopisu dwóch dzieł Adama Eastona (Defensio regulae s. Birgittae i Epistola ad abbatissam et conventum in Vadstena) powstał kodeks, przywieziony przez Mateusza do Krakowa około 1396.
Przynajmniej od XVII w. manuskrypt pozostawał w bibliotece prebendarzy przy kaplicy św. Krzyża w katedrze krakowskiej. Na przełomie XVIII i XIX w. był własnością kanonika krakowskiego Michała Sołtyka. Następnie należał do Grzegorza Puchalskiego, członka Komisji Likwidacyjnej Królestwa Polskiego, który w 1819 przekazał manuskrypt Towarzystwu Warszawskiemu Przyjaciół Nauk. Po powstaniu listopadowym kodeks został wywieziony do Petersburga wraz z innymi zbiorami Towarzystwa i pozostawał tam w zbiorach Biblioteki Ermitażu i Biblioteki Publicznej.
Do Polski manuskrypt powrócił na mocy traktatu ryskiego z 1921 i trafił następnie do zbiorów Biblioteki Narodowej. W 1939 został ewakuowany do Kanady, skąd powrócił w 1959. Obecnie znajduje się w zbiorach Biblioteki Narodowej (sygn. Rps 3310 II). Dawniej manuskrypt nosił sygnatury:  5.2.23, Lat.Q.v.I.123, BN akc. 7518. Manuskrypt został zdigitalizowany w ramach projektu Patrimonium i dostępny jest w bibliotece cyfrowej Polona. Od 2024 manuskrypt prezentowany jest na wystawie stałej w Pałacu Rzeczypospolitej.

## Opis
Manuskrypt, spisany na pergaminie, składa się z 425 kart i II kart dodatkowych, o wymiarach 26,5×18 cm. Oprawa z deski w skórze pochodzi z XV wieku.
Zawartość
- karty 1r–381v – Brygida Szwedzka: Revelationes[2]
- karty 382r–424r – Adam Easton: Defensorium beatae Birgittae[2]
- karty 424r–425r – Adam Easton: Epistola ad abbatissam et conventum in Vadstena[2]

Dwie karty zostały wycięte (między k. 109 i 110 oraz 125 i 126).
Zdobienia
- 1 miniatura całostronnicowa (k. 226v) przedstawiająca epizod z życia Brygidy – widzenie podczas podróży[1]
- 6 inicjałów figuralnych połączonych z ozdobnymi bordiurami, malowanych farbami temperowymi i złotem[1]
- 409 dużych inicjałów kaligraficznych, czerwono-niebieskich o bogatym rysunku filigranów[1]

Iluminacje wykazują wpływy florenckiego stylu Niccolò di Tomasso. Możliwe, że wykonał je tzw. Maestro del Seneca dei Girolamini.

Ogólny wygląd manuskryptu
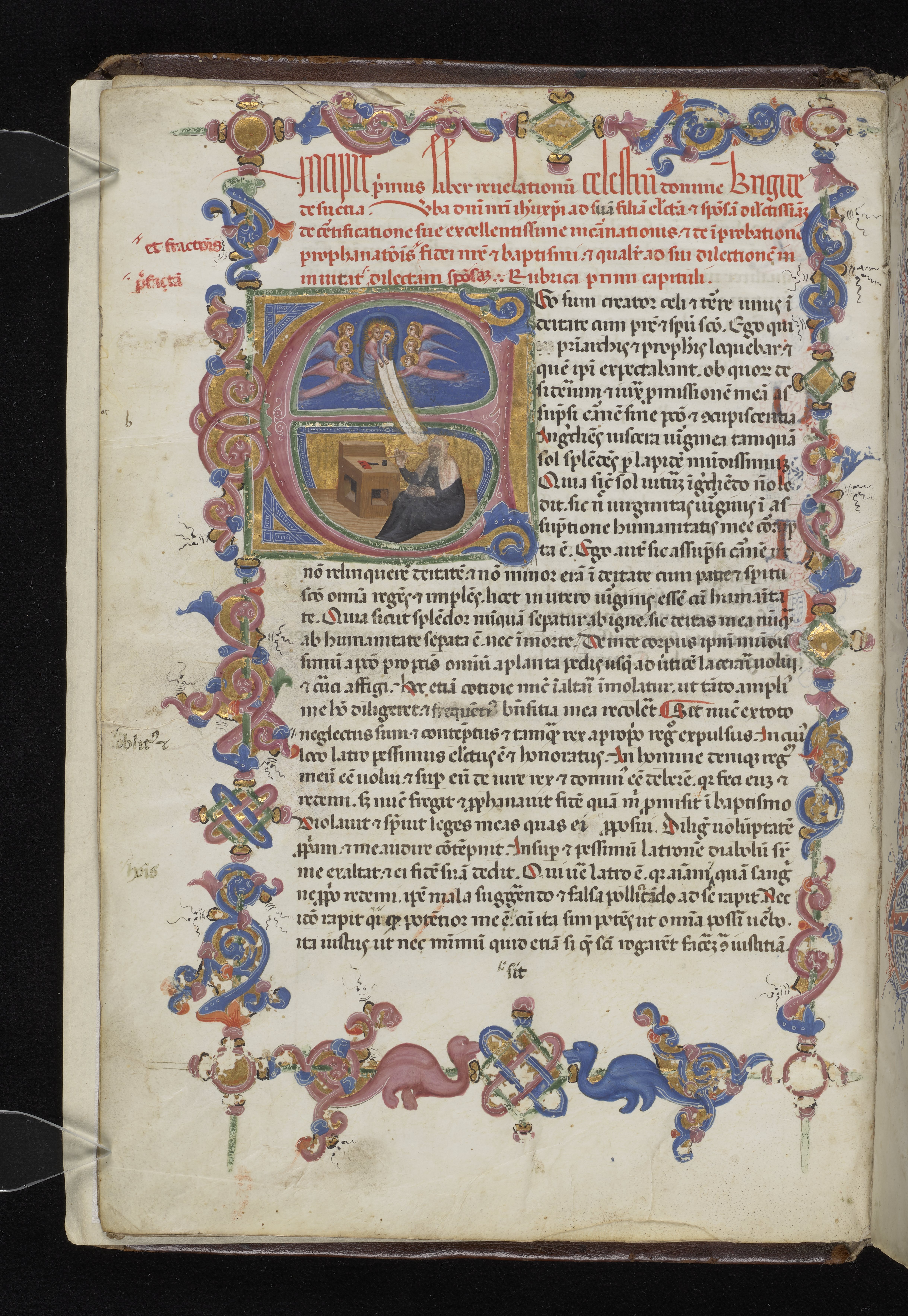
Karta z inicjałem figuralnym i bordiurą (6v)
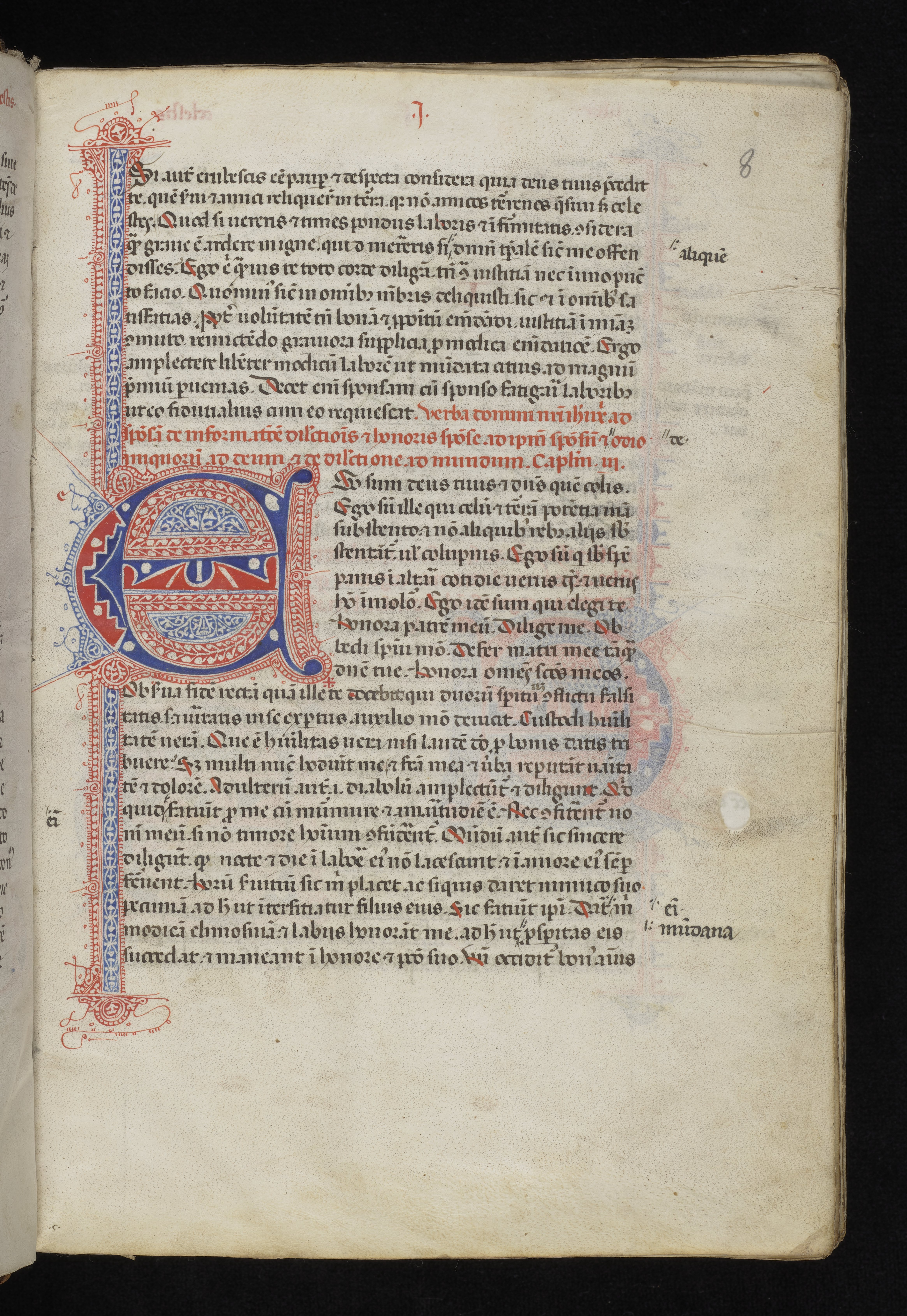
Karta z inicjałem kaligraficznym (8r)
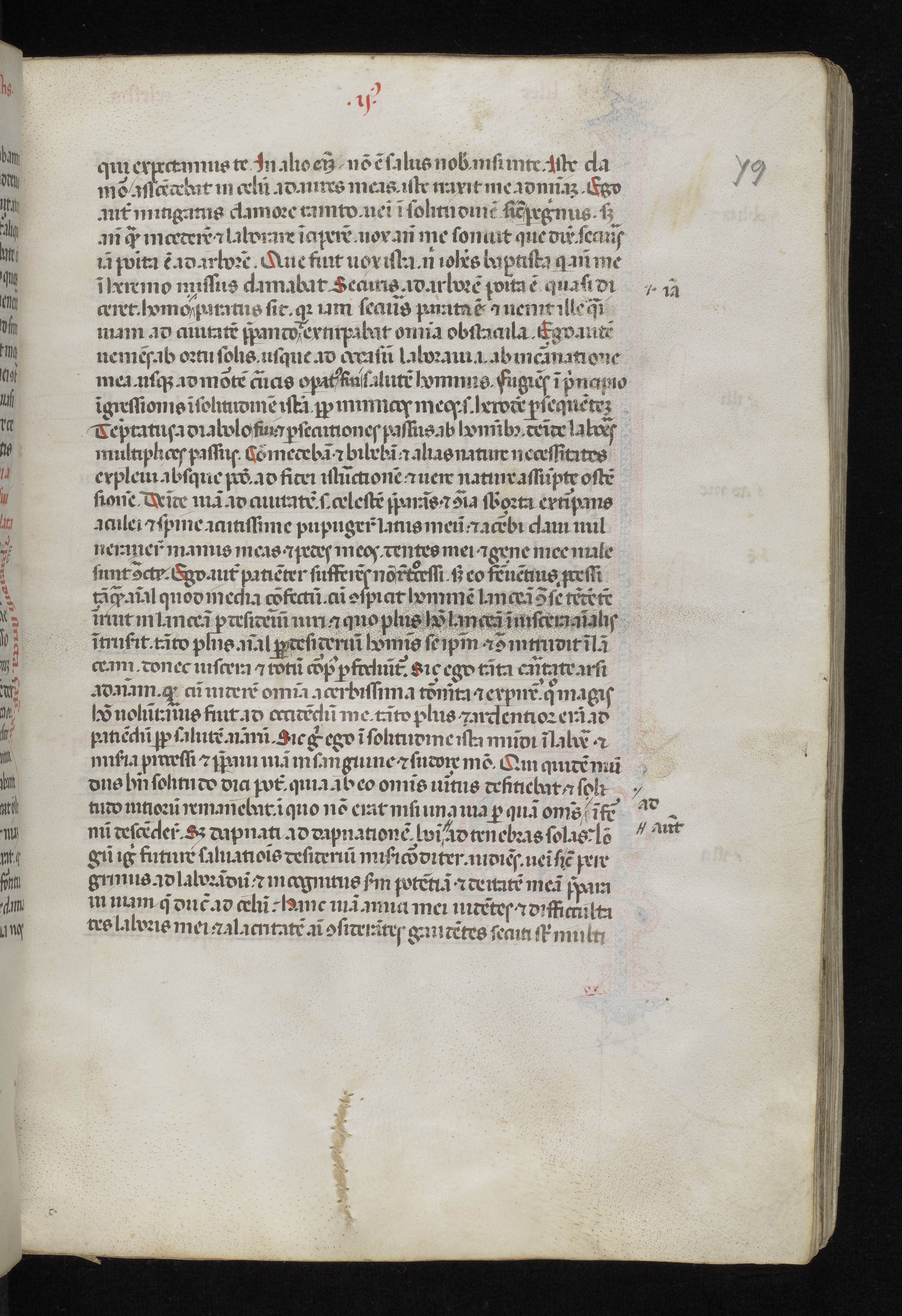
Karta bez zdobień (79r)